# Lange Wapper
 (septembre 2018).
Si vous disposez d'ouvrages ou d'articles de référence ou si vous connaissez des sites web de qualité traitant du thème abordé ici, merci de compléter l'article en donnant les références utiles à sa vérifiabilité et en les liant à la section « Notes et références ».

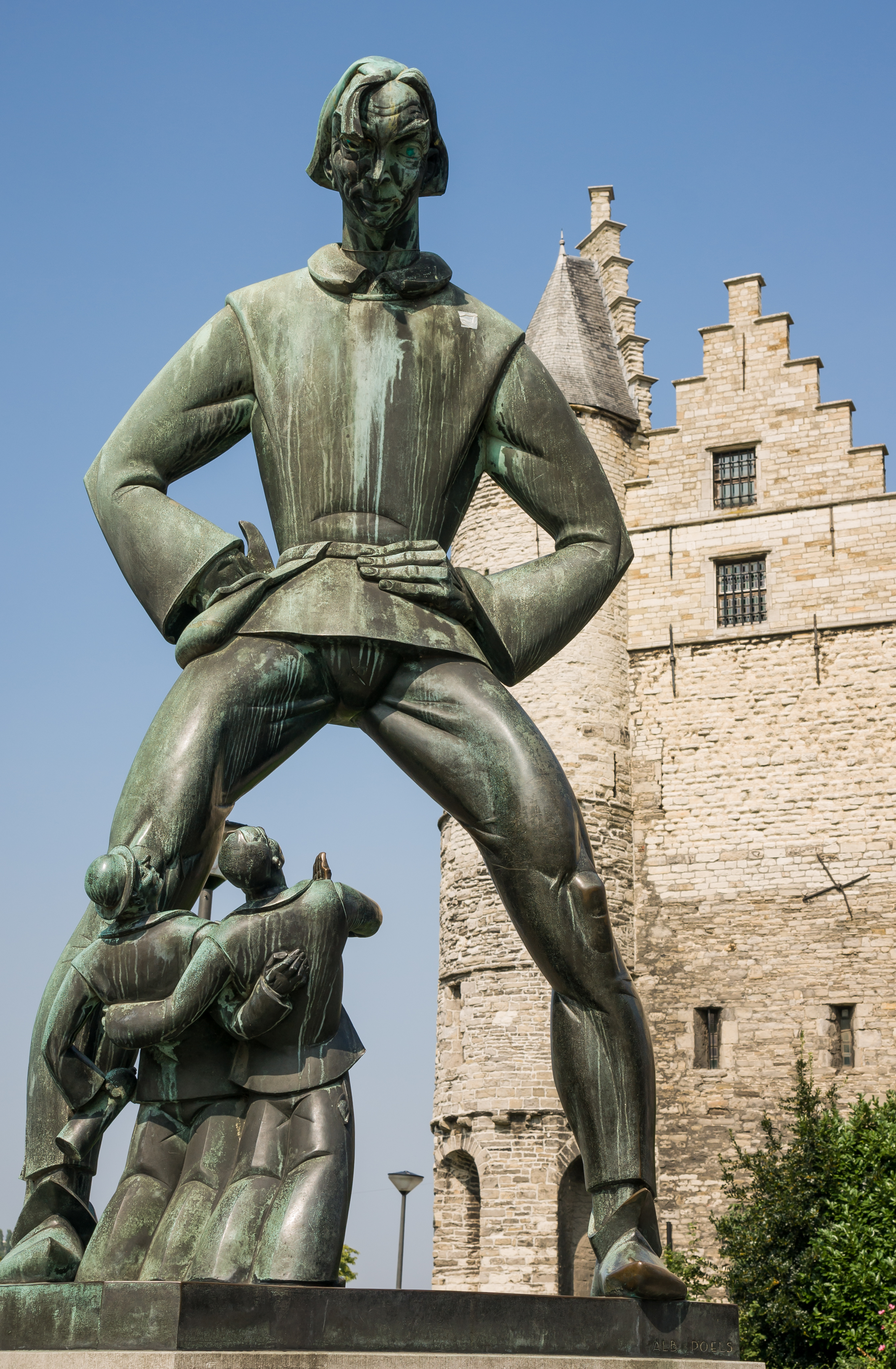
Statue De Lange Wapper en face du château Het Steen à Anvers

Le Lange Wapper (en français, le Grand Wapper) est un géant de légende qui joue de mauvais tours aux habitants de la ville d'Anvers, en Belgique.
Il apparaît la nuit et poursuit les gens qui ont trop bu. Il sait se faire très grand et très petit.
Une version dit aussi que Lange Wapper avait peur des statues de la Vierge et que cela expliquerait le grand nombre de celle-ci dans la ville.
On retrouve Lange Wapper dans quelques histoires de la série de bande dessinée Bob et Bobette de Willy Vandersteen (La Dame en noir, Amphoris d'Amphoria et Anvers et contre tous)
Il a aussi donné son nom au projet d'un immense pont (Lange Wapperbrug) surplombant une partie de la même ville. Les Anversois ont rejeté le projet par référendum, le 19 octobre 2009.